# Syntozyga
Syntozyga is een geslacht van vlinders van de familie bladrollers (Tortricidae), uit de onderfamilie Olethreutinae.

## Soorten
- S. anconia (Meyrick, 1911)
- S. bicuspis Diakonoff, 1973
- S. macrosperma Diakonoff, 1971
- S. pedias (Meyrick, 1920)
- S. psammetalla Lower, 1901
- S. sedifera (Meyrick, 1911)
- S. stagonophora Diakonoff, 1973
- S. triangulana Aarvik, 2008